# Stenus latipennis
Stenus latipennis är en skalbaggsart som beskrevs av J. Sahlberg 1880. Stenus latipennis ingår i släktet Stenus, och familjen kortvingar. Enligt den finländska rödlistan är arten sårbar i Finland. Arten har ej påträffats i Sverige. Artens livsmiljö är sjö- och älvstränder.